# バナナの皮 (映画)
『バナナの皮』（Peau de Banane）は1963年のフランスの映画。出演はジャン＝ポール・ベルモンドやジャンヌ・モローなど。
フランスでは1,909,913人の観客動員を記録した。

## キャスト
※括弧内は日本語吹替（テレビ版）
- カティ：ジャンヌ・モロー（谷育子）
- ミシェル：ジャン＝ポール・ベルモンド（若本規夫）
- ポール：ジャン＝ピエール・マリエール
- ボースーリー：クロード・ブラッスール
- レイモンド：ゲルト・フレーベ

## スタッフ
- 監督：マルセル・オフュルス
- 製作：ポール・エドモンド・デシャール
- 原作：チャールズ・ウィリアムズ
- 脚本：マルセル・オフュルス、ダニエル・ブーランジェ、クロード・ソーテ
- 撮影：ジャン・ラビエ
- 音楽：ワード・スウィングル